# Rally Dakar 2018

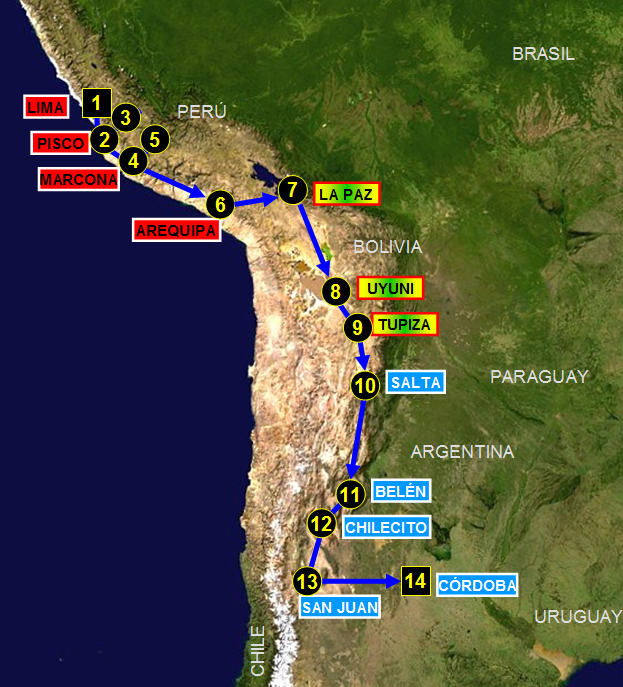
Mappa delle tappe della Dakar

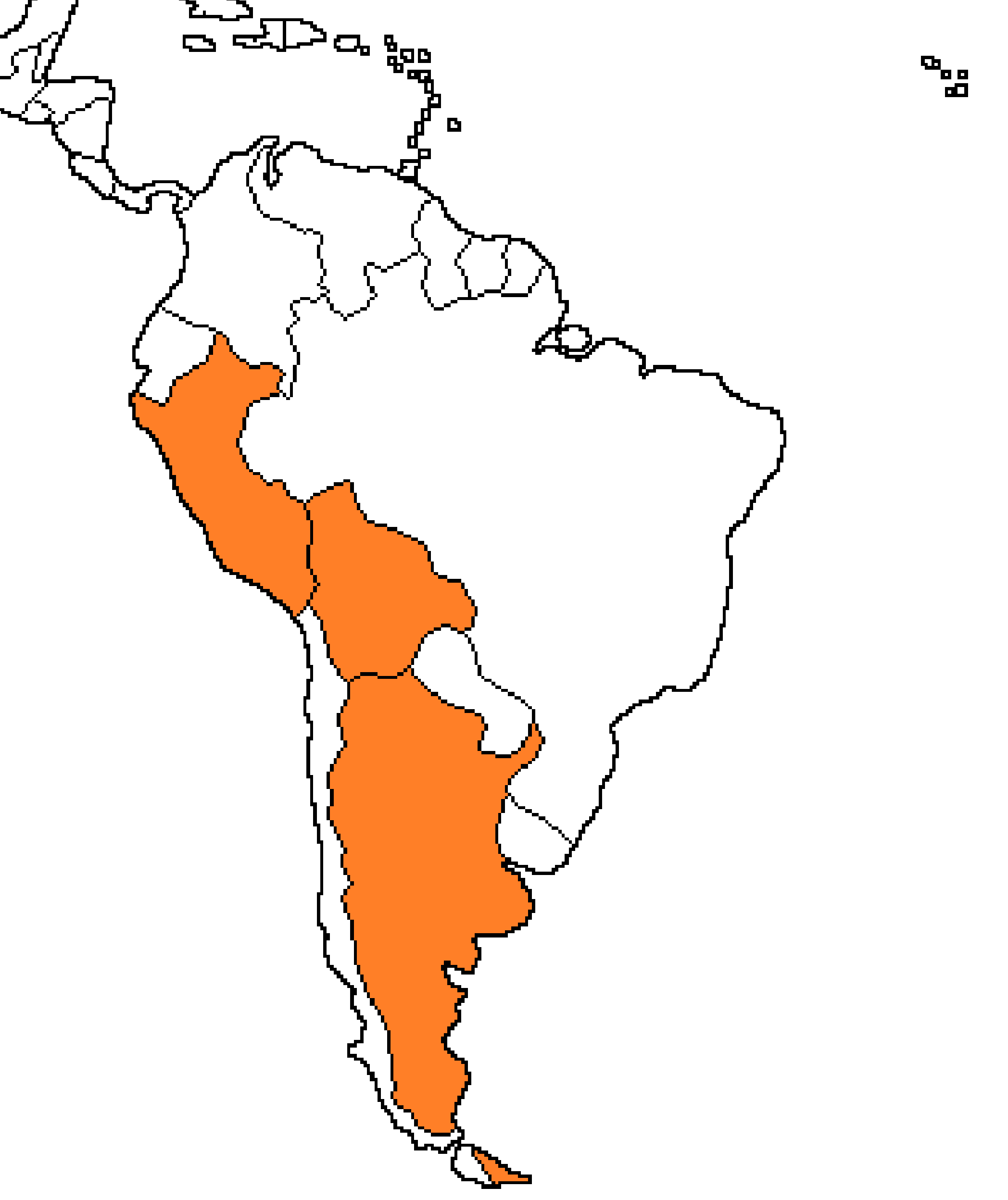
In arancione sono evidenziati gli stati interessati dalla competizione

Il Rally Dakar 2018 è stata la 40ª edizione del Rally Dakar e per il decimo anno consecutivo l'evento si è svolto in Sud America, con partenza da Lima in Perù il 6 gennaio 2018, attraversando l'Argentina e la Bolivia, è terminato a Córdoba, in Argentina, il 20 gennaio 2018 dopo 14 tappe.
Il videogioco Dakar 18 è stato sviluppato basandosi su questa edizione.

## Iscritti principali

### Moto
| Scuderia                               | Moto                  | #  | Pilota               |
| -------------------------------------- | --------------------- | -- | -------------------- |
| Red Bull KTM Factory Team              | KTM 450 Rally Replica | 1  | Sam Sunderland       |
| Red Bull KTM Factory Team              | KTM 450 Rally Replica | 2  | Matthias Walkner     |
| Red Bull KTM Factory Team              | KTM 450 Rally Replica | 8  | Toby Price           |
| Red Bull KTM Factory Team              | KTM 450 Rally Replica | 19 | Antoine Méo          |
| KTM Factory Team                       | KTM 450 Rally Replica | 15 | Laia Sanz            |
| Yamalube Yamaha Official Rally Team    | Yamaha WR450F         | 4  | Adrien van Beveren   |
| Yamalube Yamaha Official Rally Team    | Yamaha WR450F         | 7  | Franco Caimi         |
| Yamalube Yamaha Official Rally Team    | Yamaha WR450F         | 23 | Xavier de Soultrait  |
| Yamalube Yamaha Official Rally Team    | Yamaha WR450F         | 44 | Rodney Faggotter     |
| Monster Energy Honda Team              | Honda CRF450 Rally    | 5  | Joan Barreda         |
| Monster Energy Honda Team              | Honda CRF450 Rally    | 14 | Michael Metge        |
| Monster Energy Honda Team              | Honda CRF450 Rally    | 20 | Ricky Brabec         |
| Monster Energy Honda Team              | Honda CRF450 Rally    | 47 | Kevin Benavides      |
| Monster Energy Honda Team              | Honda CRF450 Rally    | 68 | José Ignacio Cornejo |
| Rockstar Energy Husqvarna Factory Team | Husqvarna FR450 Rally | 10 | Pablo Quintanilla    |
| Rockstar Energy Husqvarna Factory Team | Husqvarna FR450 Rally | 54 | Andrew Short         |
| Sherco TVS Rally Factory               | Sherco 450 Rallye     | 12 | Juan Pedrero García  |
| Sherco TVS Rally Factory               | Sherco 450 Rallye     | 24 | Adrien Metge         |
| Sherco TVS Rally Factory               | Sherco 450 Rallye     | 53 | Arvind Prabhakar     |

### Quad
| Scuderia                | Moto              | #   | Pilota            |
| ----------------------- | ----------------- | --- | ----------------- |
| Snag Racing Team        | Yamaha Raptor 700 | 240 | Sergej Karjakin   |
| Casale Racing           | Yamaha Raptor 700 | 241 | Ignacio Casale    |
| MX Devesa by Berta      | Yamaha Raptor 700 | 242 | Pablo Copetti     |
| Sonik Team              | Yamaha Raptor 700 | 243 | Rafał Sonik       |
| Sonik Team              | Can-Am Renegade   | 257 | Kamil Wiśniewski  |
| Consultores de Empresas | Yamaha Raptor 700 | 246 | Jeremías González |
| Nosiglia Sport          | Honda TRX700XX    | 256 | Walter Nosiglia   |

### Auto
| Scuderia                         | Auto                         | #   | Pilota               | Copilota           |
| -------------------------------- | ---------------------------- | --- | -------------------- | ------------------ |
| Team Peugeot Total               | Peugeot 3008 DKR Maxi        | 300 | Stéphane Peterhansel | Jean-Paul Cottret  |
| Team Peugeot Total               | Peugeot 3008 DKR Maxi        | 303 | Carlos Sainz         | Lucas Cruz         |
| Team Peugeot Total               | Peugeot 3008 DKR Maxi        | 306 | Sébastien Loeb       | Daniel Elena       |
| Team Peugeot Total               | Peugeot 3008 DKR Maxi        | 308 | Cyril Despres        | David Castera      |
| Toyota Gazoo Racing South Africa | Toyota Hilux                 | 301 | Nasser Al-Attiyah    | Matthieu Baumel    |
| Toyota Gazoo Racing South Africa | Toyota Hilux                 | 304 | Giniel de Villiers   | Dirk von Zitzewitz |
| Toyota Gazoo Racing South Africa | Toyota Hilux                 | 304 | Bernhard ten Brinke  | Michel Périn       |
| X-Raid Team                      | Mini John Cooper Works Rally | 302 | Nani Roma            | Alex Haro          |
| X-Raid Team                      | Mini John Cooper Works Rally | 308 | Orlando Terranova    | Bernardo Graue     |
| X-Raid Team                      | Mini John Cooper Works Buggy | 305 | Mikko Hirvonen       | Andreas Schulz     |
| X-Raid Team                      | Mini John Cooper Works Buggy | 310 | Bryce Menzies        | Peter Mortensen    |
| X-Raid Team                      | Mini John Cooper Works Buggy | 314 | Yazeed Al-Rajhi      | Timo Gottschalk    |
| X-Raid Team                      | Mini ALL4 Racing             | 312 | Jakub Przygoński     | Tim Colsoul        |
| X-Raid Team                      | Mini ALL4 Racing             | 317 | Boris Garafulic      | Filipe Palmeiro    |
| MP-Sports                        | Ford F-150 Evo               | 311 | Martin Prokop        | Jan Tománek        |
| Overdrive Toyota                 | Toyota Hilux                 | 316 | Ronan Chabot         | Gilles Pillot      |
| Overdrive Toyota                 | Toyota Hilux                 | 318 | Lucio Álvarez        | Robert Howie       |
| Overdrive Toyota                 | Toyota Hilux                 | 324 | Zhou Yong            | Claudio Bustos     |
| Overdrive Toyota                 | Toyota Hilux                 | 326 | Alejandro Yacopini   | Marco Scopinaro    |
| Overdrive Toyota                 | Toyota Hilux                 | 334 | Peter van Merksteijn | Maciej Marton      |
| Overdrive Toyota                 | Toyota Hilux                 | 341 | He Zhitao            | Kai Zhao           |
| Overdrive Toyota                 | Toyota Hilux                 | 346 | André Villas-Boas    | Ruben Faria        |
| PH-Sport                         | Peugeot 3008 DKR Maxi        | 319 | Khalid Al-Qassimi    | Xavier Panseri     |

### Camion
| Scuderia                             | Camion          | #   | Pilota                | Copilota             | Meccanico            |
| ------------------------------------ | --------------- | --- | --------------------- | -------------------- | -------------------- |
| KAMAZ - master                       | Kamaz 4326      | 500 | Ėduard Nikolaev       | Evgenij Yakovlev     | Vladimir Rybakov     |
| KAMAZ - master                       | Kamaz 4326      | 502 | Dmitrij Sotnikov      | Ruslan Akhamadeev    | Il'nur Mustafin      |
| KAMAZ - master                       | Kamaz 4326      | 507 | Ayrat Mardeev         | Aydar Belyaev        | Dmitrij Svistunov    |
| KAMAZ - master                       | Kamaz 4326      | 515 | Anton Šibalov         | Dmitrij Nikitin      | Ivan Romanov         |
| YPF Infinia Diesel Team de Rooy      | Iveco Powerstar | 501 | Federico Villagra     | Ricardo Torlaschi    | Adrian Yacopini      |
| Astana Motorsport Team de Rooy Iveco | Iveco Powerstar | 508 | Artur Ardavičus       | Serge Bruynkens      | Michel Huisman       |
| Petronas Team de Rooy Iveco          | Iveco Powerstar | 509 | Ton van Genugten      | Bernard der Kinderen | Peter Willemsen      |
| MAZ-SPORTauto                        | MAZ 5309RR      | 503 | Aleksandr Vasilevski  | Dzmitrij Vikhrenka   | Anton Zaparoshčanka  |
| MAZ-SPORTauto                        | MAZ 5309RR      | 508 | Siarhei Viazovič      | Pavel Harnain        | Andreij Zhyhulin     |
| MAZ-SPORTauto                        | MAZ 5309RR      | 518 | Aliakseij Vishneuskij | Maksim Novikau       | Aliakseij Neviarovič |
| Instaforex Loprais Team              | Tatra T-815     | 504 | Aleš Loprais          | Lukáš Janda          | Ferran Alcayna       |
| Tatra Buggyra Racing                 | Tatra Phoenix   | 508 | Martin Kolomý         | Jiří Stross          | Rostislav Plný       |
| Tatra Buggyra Racing                 | Tatra Phoenix   | 532 | Martin Šoltys         | Josef Kalina         | Tomáš Šikola         |

## Tappe
| Tappa | Data       | Partenza            | Arrivo              | Rd                                    | SS                                    | Moto                                  | Quad                                  | Auto                                  | SxS                                   | Camion                                |
| ----- | ---------- | ------------------- | ------------------- | ------------------------------------- | ------------------------------------- | ------------------------------------- | ------------------------------------- | ------------------------------------- | ------------------------------------- | ------------------------------------- |
| 1     | 6 gennaio  | Lima                | Pisco               | 272                                   | 31                                    | Sam Sunderland                        | Ignacio Casale                        | Nasser Al-Attiyah                     | Anibal Aliaga                         | Aleš Loprais                          |
| 2     | 7 gennaio  | Pisco               | Pisco               | 278                                   | 267                                   | Joan Barreda                          | Ignacio Casale                        | Cyril Despres                         | Reinaldo Varela                       | Ėduard Nikolaev                       |
| 3     | 8 gennaio  | Pisco               | San Juan de Marcona | 501                                   | 295                                   | Sam Sunderland                        | Ignacio Casale                        | Nasser Al-Attiyah                     | Juan Carlos Uribe Ramos               | Federico Villagra                     |
| 4     | 9 gennaio  | San Juan de Marcona | San Juan de Marcona | 444                                   | 330                                   | Adrien Van Beveren                    | Sergej Karjakin                       | Sébastien Loeb                        | Patrice Garrouste                     | Ėduard Nikolaev                       |
| 5     | 10 gennaio | San Juan de Marcona | Arequipa            | 770                                   | 264                                   | Joan Barreda                          | Nicolás Cavigilasso                   | Stéphane Peterhansel                  | Reinaldo Varela                       | Ėduard Nikolaev                       |
| 6     | 11 gennaio | Arequipa            | La Paz              | 758                                   | 313                                   | Anibal Aliaga                         | Jeremías González                     | Carlos Sainz                          | Patrice Garrouste                     | Federico Villagra                     |
|       | 12 gennaio | La Paz              | La Paz              | Giorno di riposo                      | Giorno di riposo                      | Giorno di riposo                      | Giorno di riposo                      | Giorno di riposo                      | Giorno di riposo                      | Giorno di riposo                      |
| 7     | 13 gennaio | La Paz              | Uyuni               | 726                                   | 425                                   | Joan Barreda                          | Axel Dutrie                           | Carlos Sainz                          | Reinaldo Varela                       | Ton van Genugten                      |
| 8     | 14 gennaio | Uyuni               | Tupiza              | 584                                   | 498                                   | Antoine Méo                           | Simon Vitse                           | Stéphane Peterhansel                  | Reinaldo Varela                       | Dmitrij Sotnikov                      |
| 9     | 15 gennaio | Tupiza              | Salta               | Tappa cancellata a causa del maltempo | Tappa cancellata a causa del maltempo | Tappa cancellata a causa del maltempo | Tappa cancellata a causa del maltempo | Tappa cancellata a causa del maltempo | Tappa cancellata a causa del maltempo | Tappa cancellata a causa del maltempo |
| 10    | 16 gennaio | Salta               | Belén               | 795                                   | 372                                   | Matthias Walkner                      | Nicolás Cavigilasso                   | Stéphane Peterhansel                  | Patrice Garrouste                     | Ton van Genugten                      |
| 11    | 17 gennaio | Belén               | Fiambalá/Chilecito  | 484                                   | 280                                   | Toby Price                            | Nicolás Cavigilasso                   | Bernhard ten Brinke                   | Patrice Garrouste                     | Siarhei Viazovič                      |
| 12    | 18 gennaio | Fiambalá/Chilecito  | San Juan            | 791                                   | 522                                   | Tappa cancellata a causa del maltempo | Tappa cancellata a causa del maltempo | Nasser Al-Attiyah                     | Reinaldo Varela                       | Ton van Genugten                      |
| 13    | 19 gennaio | San Juan            | Córdoba             | 904                                   | 423                                   | Toby Price                            | Jeremías González                     | Nasser Al-Attiyah                     | Patrice Garrouste                     | Ėduard Nikolaev                       |
| 14    | 20 gennaio | Córdoba             | Córdoba             | 284                                   | 119                                   | Kevin Benavides                       | Ignacio Casale                        | Giniel de Villiers                    | Leonel Larrauri                       | Ton van Genugten                      |